# گسترش صنایع انرژی آذرآب
گسترش صنایع انرژی آذرآب، شرکت پیمانکاری انرژی ایرانی است که در حوزه ساخت نیروگاه‌های حرارتی، نیروگاه‌های گازی، پالایشگاه‌ها و صنایع پتروشیمی در ایران و دیگر کشورها فعالیت می‌کند. این شرکت به‌جز فعالیت‌های فوق، در زمینه بازسازی و تعمیرات صنایع انرژی، بازسازی کشتی‌های نفت‌کش و نصب تجهیزات تولیدی شرکت مادر (صنایع آذرآب) نیز فعال است.
این شرکت با نماد "فنرژی" عضو بازار فرابورس ایران است. ازجمله پروژه‌های انجام شده توسط این شرکت می‌توان به ساخت نیروگاه گازی بیستون کرمانشاه، ساخت نیروگاه گازی هرمزگان، بازسازی پالایشگاه بانیاس سوریه و نصب بویلرهای پالایشگاه میعانات گازی ستاره خلیج فارس اشاره کرد. صندوق رفاه و تأمین آتیه بانک کشاورزی مالک ۵۶٫۲٪ از سهام این شرکت است.
گسترش صنایع انرژی آذرآب از آغاز دهه ۱۳۹۰، به‌دلیل تحریم‌های غرب علیه ایران، عدم تولید توربین‌های گاز، توربین‌های بخار و ژنراتورهای موردنیاز پروژه‌های نیروگاهی در شرکت مادر، با مشکلات بسیاری در زمینه تأمین تجهیزات مواجه گشت و به شرکتی زیان‌ده تبدیل شد.